# Звуковые носители
Звуковы́е носи́тели, а́удионосители — носители для хранения звука с целью последующего воспроизведения.

## Аналоговые носители
- механическая звукозапись
  - восковой валик (цилиндр)
  - грампластинка
    - диск Эдисона
    - грампластинка 78 об/мин
    - грампластинка 45 об/мин

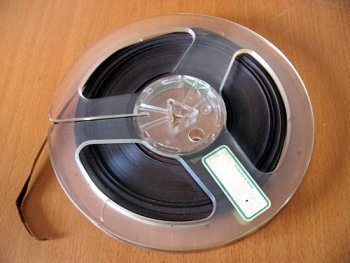
Катушка с магнитной лентой

    - виниловая грампластинка (33⅓ об/мин)
    - тефифон
- стальная проволока
- аналоговая магнитная лента
  - магнитная лента на катушках
  - четырёхдорожечная кассета
  - восьмидорожечная кассета
  - PlayTape (миниатюрные двухдорожечные магнитные ленты)
  - компакт-кассета
  - микрокассета

## Цифровые носители
- DAT (англ. Digital audio tape)

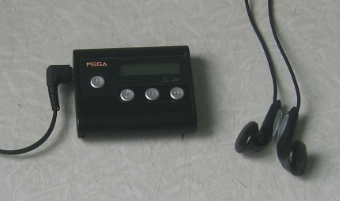
Портативный цифровой аудиопроигрыватель

- DCC (англ. Digital compact cassette, цифровая компакт-кассета)
- ADAT - цифровая система профессиональной звукозаписи, кассеты S-VHS в качестве носителей, 1992 г.
- Минидиск (MD)
- Компакт-диск (CD)
- DVD-Audio (DVD-A) — формат, предназначенный для хранения аудиоинформации на DVD-диске, разработан в 1998 г. для высококачественного воспроизведения звука.
- DualDisc является двухсторонним диском и содержит на одной стороне запись в формате DVD-аудио, а на другой — в формате СD. Его толщина (1,6 мм) немного больше, чем у любого из обычных дисков (1,2 мм), и он может не проигрываться на некоторых проигрывателях. Несмотря на многообещающее начало в 2004 г. и достаточно большое количество вышедших дисков, выпуск новых дисков этого формата в настоящее время практически прекращён.
- SACD (Super audio compact disc, супер-аудио компакт-диск)

- любое запоминающее устройство, например, карты флеш-памяти (CompactFlash, Memory Stick, SD, MMC, xD, компакт-стик (CS) и т. п.), хранящее файлы в цифровом формате (MP3, Ogg Vorbis и т. д.)